# Irodouër
Irodouër est une commune française située dans le département d'Ille-et-Vilaine en région Bretagne, peuplée de 2 308 habitants.

## Géographie

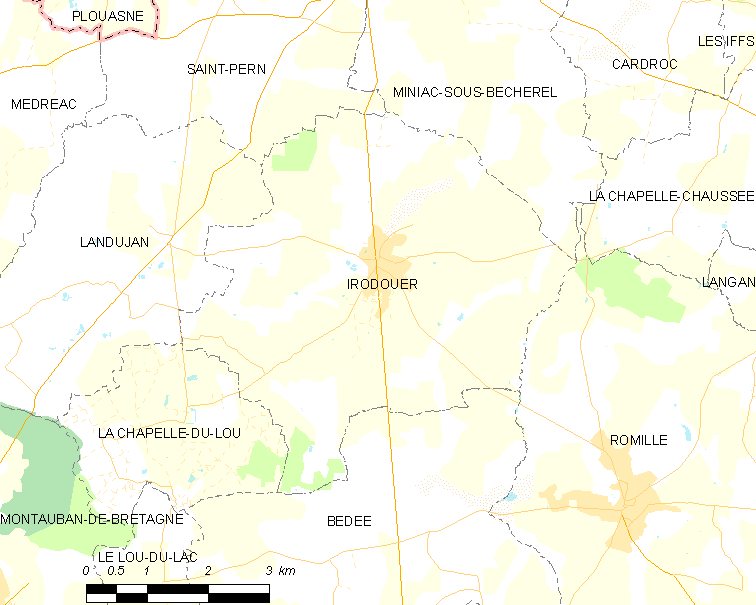
Carte de la commune.

| Saint-Pern         |          | Miniac-sous-Bécherel |
| Landujan           | Irodouër | Romillé              |
| La Chapelle-du-Lou | Bédée    |                      |

### Hydrographie
Pour un article plus général, voir Réseau hydrographique d'Ille-et-Vilaine.
La commune est située dans le bassin Loire-Bretagne. Elle est drainée par la Vaunoise, le Néal, le Bois Lescouët, le ruisseau du Bignon et le ruisseau du Pont ès pies,,.
La Vaunoise, d'une longueur de 33 km, prend sa source dans la commune  et se jette  dans le Meu à Bréal-sous-Montfort, après avoir traversé onze communes. 

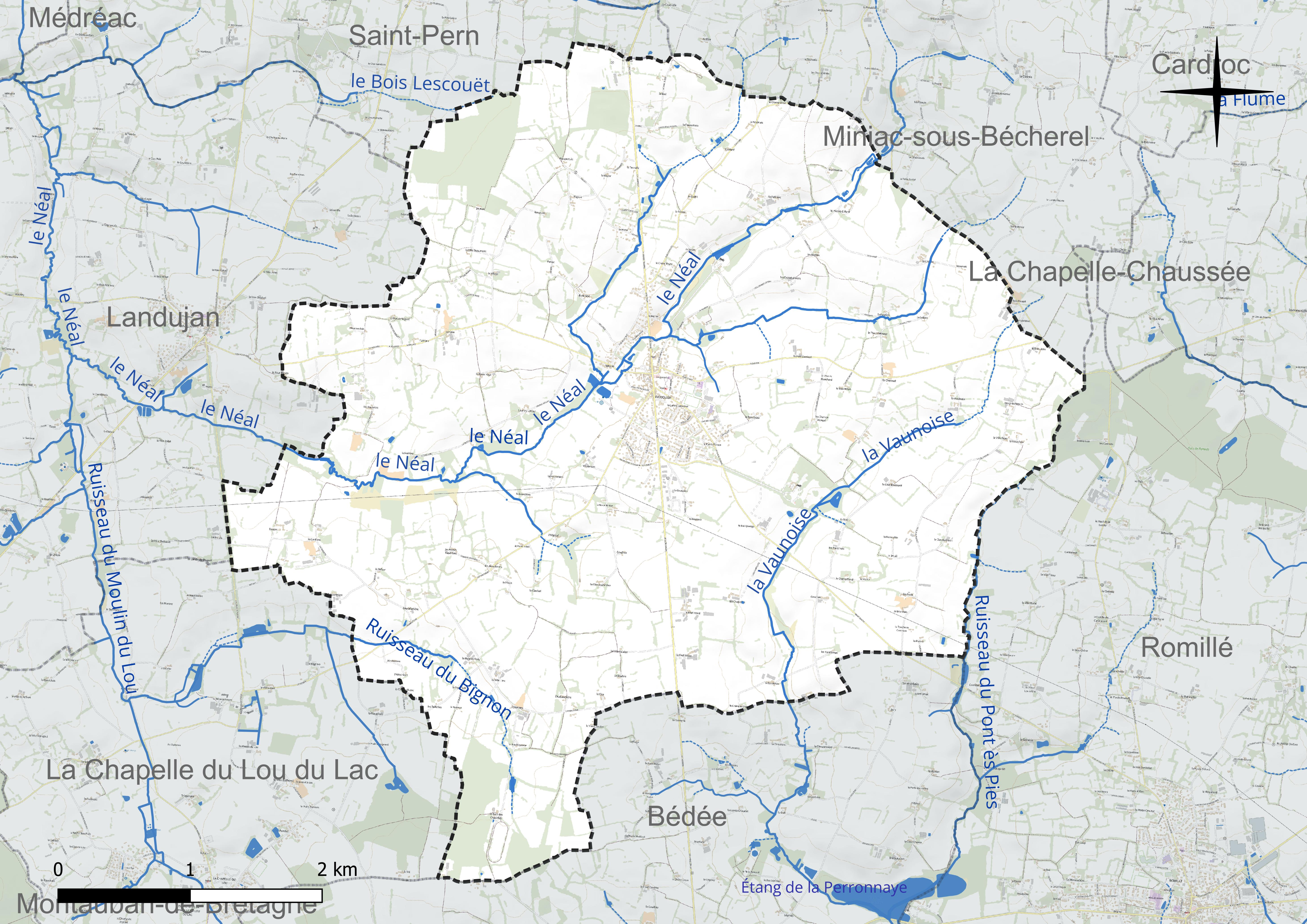
Réseau hydrographique d'Irodouër.

Le Néal, d'une longueur de 21 km, prend sa source dans la commune de Miniac-sous-Bécherel et se jette  dans la Rance à Guitté, après avoir traversé sept communes. 

### Climat
Pour des articles plus généraux, voir Climat de la Bretagne et Climat d'Ille-et-Vilaine.
En 2010, le climat de la commune est de type climat océanique altéré, selon une étude du CNRS s'appuyant sur une série de données couvrant la période 1971-2000. En 2020, Météo-France publie une typologie des climats de la France métropolitaine dans laquelle la commune est exposée à un climat océanique et est dans la région climatique  Bretagne orientale et méridionale, Pays nantais, Vendée, caractérisée par une faible pluviométrie en été et une bonne insolation. Parallèlement l'observatoire de l'environnement en Bretagne publie en 2020 un zonage climatique de la région Bretagne, s'appuyant sur des données de Météo-France de 2009. La commune est, selon ce zonage, dans la zone « Intérieur Est », avec des hivers frais, des étés chauds et des pluies modérées.  
Pour la période 1971-2000, la température annuelle moyenne est de 11,2 °C, avec une amplitude thermique annuelle de 12,4 °C. Le cumul annuel moyen de précipitations est de 773 mm, avec 12,7 jours de précipitations en janvier et 6,6 jours en juillet. Pour la période 1991-2020, la température moyenne annuelle observée sur la station météorologique la plus proche, située sur la commune du Quiou à 12 km à vol d'oiseau, est de 11,6 °C et le cumul annuel moyen de précipitations est de 757,4 mm,. Pour l'avenir, les paramètres climatiques de la commune estimés pour 2050 selon différents scénarios d'émission de gaz à effet de serre sont consultables sur un site dédié publié par Météo-France en novembre 2022.

## Urbanisme

### Typologie
Au 1er janvier 2024, Irodouër est catégorisée bourg rural, selon la nouvelle grille communale de densité à sept niveaux définie par l'Insee en 2022.
Elle est située hors unité urbaine. Par ailleurs la commune fait partie de l'aire d'attraction de Rennes, dont elle est une commune de la couronne,. Cette aire, qui regroupe 183 communes, est catégorisée dans les aires de 700 000 habitants ou plus (hors Paris),.

### Occupation des sols
L'occupation des sols de la commune, telle qu'elle ressort de la base de données européenne d'occupation biophysique des sols Corine Land Cover (CLC), est marquée par l'importance des territoires agricoles (93,2 % en 2018), une proportion sensiblement équivalente à celle de 1990 (93,9 %). La répartition détaillée en 2018 est la suivante : 
terres arables (64,2 %), zones agricoles hétérogènes (21,1 %), prairies (7,9 %), zones urbanisées (3,7 %), forêts (3,1 %). L'évolution de l'occupation des sols de la commune et de ses infrastructures peut être observée sur les différentes représentations cartographiques du territoire : la carte de Cassini (XVIIIe siècle), la carte d'état-major (1820-1866) et les cartes ou photos aériennes de l'IGN pour la période actuelle (1950 à aujourd'hui).

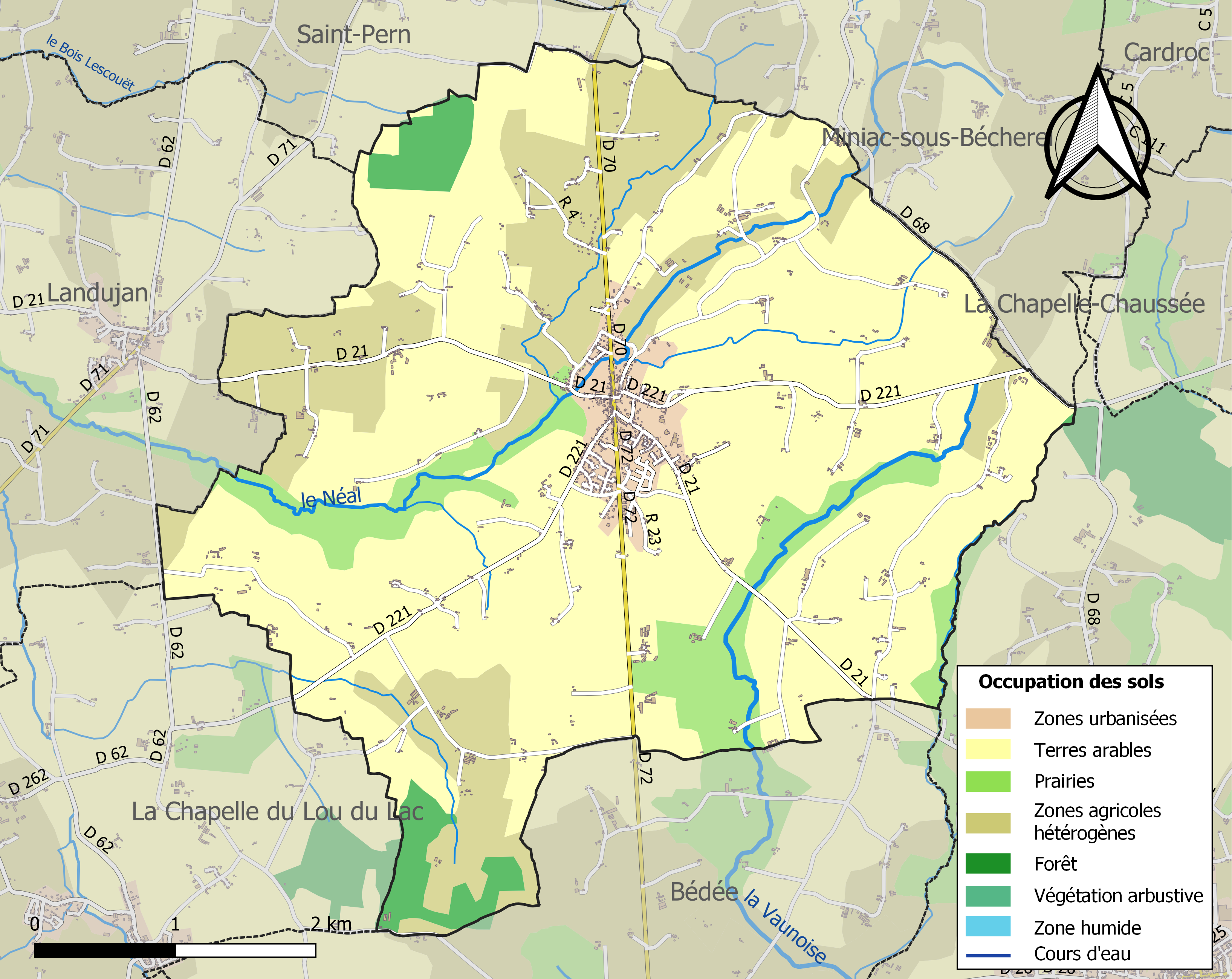
Carte des infrastructures et de l'occupation des sols de la commune en 2018 (CLC).

## Toponymie
Le nom de la localité est attesté sous les formes Isrodor en 1123, Irrodoir en 1152, Irrodor en 1185, Irrodoir en 1187, Errodoer en 1250, Irodoer en 1314, Yrodouez en 1513, Erodoue en 1630.
Du vieux breton rodoed (« gué »), en breton moderne roudour, roudouz et le suffixe -is / -iz (« bas »)[réf. nécessaire].

## Politique et administration
| Période                                  | Période     | Identité                                            | Étiquette | Qualité                                                                |
| ---------------------------------------- | ----------- | --------------------------------------------------- | --------- | ---------------------------------------------------------------------- |
| 1945                                     | mars 1989   | Louis de La Forest                                  | RI        | Conseiller général (1949-1992), sénateur d'Ille-et-Vilaine (1971-1989) |
| mars 1989                                | mars 2001   | Théophile Leforestier                               |           | Retraité, ancien secrétaire de mairie                                  |
| mars 2001                                | mars 2014   | Yves Lesvier                                        | DVD       | Agriculteur                                                            |
| mars 2014                                | 26 mai 2020 | Hervé de La Forest (d) (fils de Louis de La Forest) | DVD       | Agriculteur                                                            |
| 26 mai 2020                              | En cours    | Mickaël Le Bouquin (d)                              |           | Chauffeur-livreur                                                      |
| Les données manquantes sont à compléter. |             |                                                     |           |                                                                        |

## Démographie
L'évolution du nombre d'habitants est connue à travers les recensements de la population effectués dans la commune depuis 1793. Pour les communes de moins de 10 000 habitants, une enquête de recensement portant sur toute la population est réalisée tous les cinq ans, les populations de référence des années intermédiaires étant quant à elles estimées par interpolation ou extrapolation. Pour la commune, le premier recensement exhaustif entrant dans le cadre du nouveau dispositif a été réalisé en 2005.
En 2022, la commune comptait 2 308 habitants, en évolution de +2,62 % par rapport à 2016 (Ille-et-Vilaine : +5,46 %, France hors Mayotte : +2,11 %).
| 1793  | 1800  | 1806  | 1821  | 1831  | 1836  | 1841  | 1846  | 1851  |
| ----- | ----- | ----- | ----- | ----- | ----- | ----- | ----- | ----- |
| 2 090 | 2 019 | 2 026 | 1 917 | 1 856 | 1 764 | 1 714 | 1 754 | 1 803 |

| 1856  | 1861  | 1866  | 1872  | 1876  | 1881  | 1886  | 1891  | 1896  |
| ----- | ----- | ----- | ----- | ----- | ----- | ----- | ----- | ----- |
| 1 839 | 1 896 | 1 846 | 1 837 | 1 878 | 1 880 | 1 883 | 1 896 | 1 829 |

| 1901  | 1906  | 1911  | 1921  | 1926  | 1931  | 1936  | 1946  | 1954  |
| ----- | ----- | ----- | ----- | ----- | ----- | ----- | ----- | ----- |
| 1 804 | 1 761 | 1 713 | 1 537 | 1 517 | 1 515 | 1 508 | 1 365 | 1 353 |

| 1962  | 1968  | 1975  | 1982  | 1990  | 1999  | 2005  | 2006  | 2010  |
| ----- | ----- | ----- | ----- | ----- | ----- | ----- | ----- | ----- |
| 1 295 | 1 236 | 1 258 | 1 211 | 1 286 | 1 384 | 1 721 | 1 811 | 2 015 |

| 2015  | 2020  | 2022  | - | - | - | - | - | - |
| ----- | ----- | ----- | - | - | - | - | - | - |
| 2 231 | 2 263 | 2 308 | - | - | - | - | - | - |

## Culture et patrimoine local

### Lieux et monuments

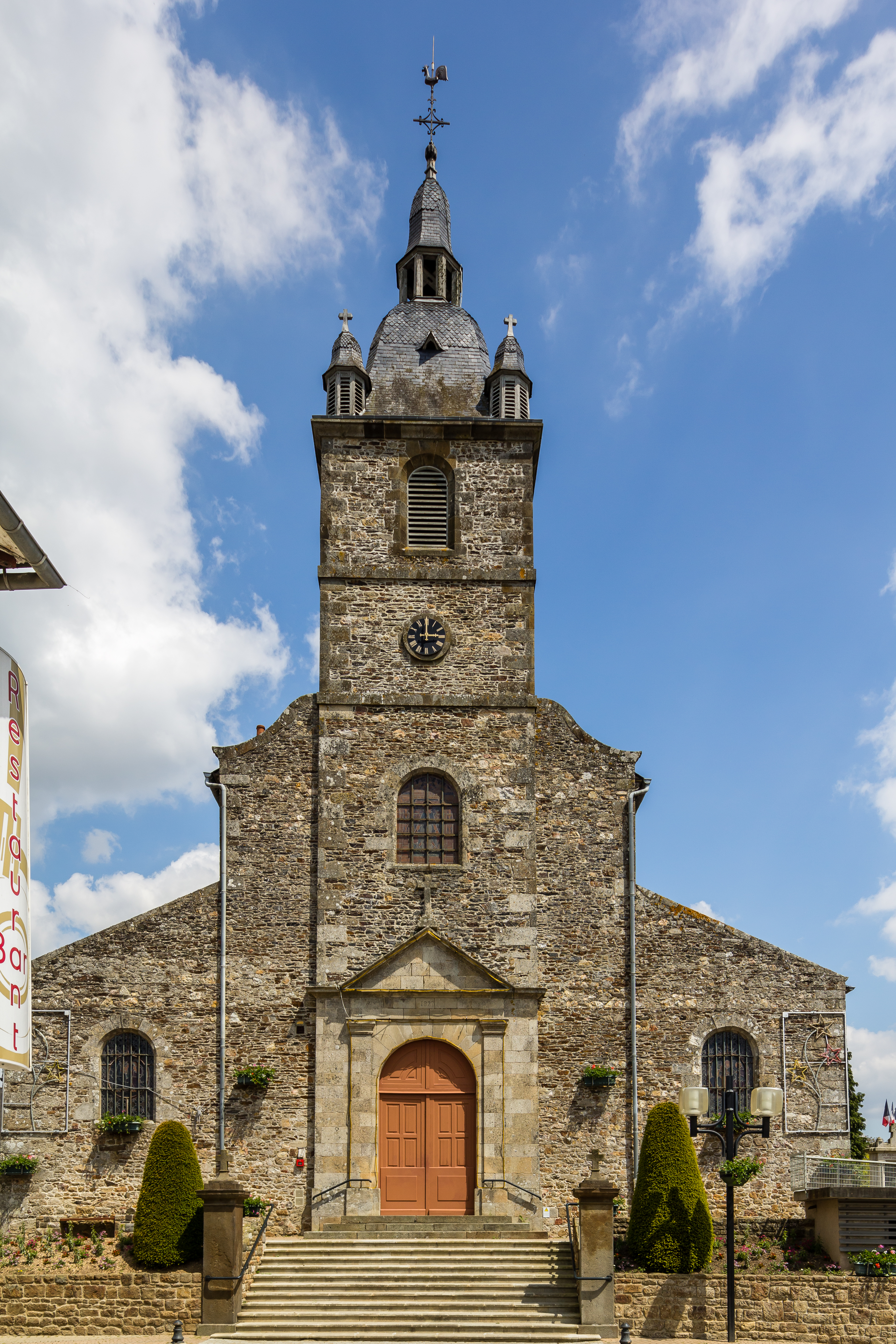
La façade principale de l'église Saint-Pierre.

L'église Saint-Pierre, l'édifice actuel a été reconstruit en 1827 par Jean-Marie Commereuc.
Plusieurs châteaux et maisons au Quengo, à la Ville au Sénéchal, les vestiges d'une motte féodale au Plessis Giffard, etc.

### Personnalités liées à la commune
- Tanguy de La Forest (1978-), tireur handisport français, champion paralympique et médaillé d'argent aux Jeux de Paris 2024, s'y est marié[32].

### Héraldique
| Blason | Blasonnement : D'argent à la bande de gueules chargée de trois macles d'argent |